# Тазмер
Тазмер — река в России, протекает в Усольском районе Пермского края. Устье реки находится в 52 км по левому берегу реки Кондас. Длина реки составляет 1,3 км.
Согласно данным Роскартографии река образуется слиянием Западного Тазмера и Восточного Тазмера. Водный реестр России реку Тазмер не упоминает, включает 1,3 км течения Тазмера в Западный Тазмер, а Восточный Тазмер трактует как приток Западного.